# František Čermák
František Čermák (Valtice, 14 novembre 1976) è un allenatore di tennis ed ex tennista ceco.

## Carriera
Diventato professionista nel 1998 si è specializzato nel doppio dove ha raggiunto 51 finali, vincendone 31 e perdendone 20. Ha formato per lungo tempo un team con il connazionale Leoš Friedl, insieme hanno raggiunto 22 finali.
La sua migliore posizione in classifica è il 14º posto, raggiunto il 1º febbraio 2010.

## Statistiche

### Doppio

#### Vittorie (31)
| Legenda                                                       |
| Grande Slam (0)                                               |
| Tennis Masters Cup / ATP World Tour Finals (0)                |
| ATP Masters Series / ATP World Tour Master 1000 (0)           |
| ATP International Series Gold / ATP World Tour 500 Series (5) |
| ATP International Series / ATP World Tour 250 Series (26)     |

| Legenda superfici |
| Cemento (5)       |
| Terra (24)        |
| Erba (1)          |
| Sintetico (0)     |

| N°  | Data              | Torneo                                       | Superficie  | Compagno          | Avversari in finale                      | Punteggio            |
| 1.  | 21 luglio 2002    | Croatia Open Umag, Umago (1)                 | Terra rossa | Julian Knowle     | Albert Portas Fernando Vicente           | 6–4, 6–4             |
| 2.  | 28 luglio 2002    | Sopot Open, Sopot (1)                        | Terra rossa | Leoš Friedl       | Jeff Coetzee Nathan Healey               | 7–5, 7–5             |
| 3.  | 13 aprile 2003    | Grand Prix Hassan II, Casablanca (1)         | Terra rossa | Leoš Friedl       | Devin Bowen Ashley Fisher                | 6–3, 7–5             |
| 4.  | 25 luglio 2004    | Austrian Open, Kitzbühel                     | Terra rossa | Leoš Friedl       | Lucas Arnold Ker Martín García           | 6–3, 7–5             |
| 5.  | 15 agosto 2004    | Sopot Open, Sopot (2)                        | Terra rossa | Leoš Friedl       | Martín García Sebastián Prieto           | 2–6, 6–2, 6–3        |
| 6.  | 13 febbraio 2005  | ATP Buenos Aires, Buenos Aires (1)           | Terra rossa | Leoš Friedl       | José Acasuso Sebastián Prieto            | 6–2, 7–5             |
| 7.  | 20 febbraio 2005  | Brasil Open, Costa do Sauípe                 | Terra rossa | Leoš Friedl       | José Acasuso Ignacio González King       | 6–4, 6–4             |
| 8.  | 10 aprile 2005    | Grand Prix Hassan II, Casablanca (2)         | Terra rossa | Leoš Friedl       | Martín García Luis Horna                 | 6–4, 6–3             |
| 9.  | 1º maggio 2005    | Estoril Open, Estoril                        | Terra rossa | Leoš Friedl       | Juan Ignacio Chela Tommy Robredo         | 6–3, 6–4             |
| 10. | 10 luglio 2005    | Swiss Open Gstaad, Gstaad (1)                | Terra rossa | Leoš Friedl       | Michael Kohlmann Rainer Schüttler        | 7–6(6), 7–6(11)      |
| 11. | 19 febbraio 2006  | ATP Buenos Aires, Buenos Aires (2)           | Terra rossa | Leoš Friedl       | Vasilīs Mazarakīs Boris Pašanski         | 6–1, 6–2             |
| 12. | 5 marzo 2006      | Abierto Mexicano de Tenis, Acapulco          | Terra rossa | Leoš Friedl       | Potito Starace Filippo Volandri          | 7–5, 6–2             |
| 13. | 6 agosto 2006     | Sopot Open, Sopot (3)                        | Terra rossa | Leoš Friedl       | Martín García Sebastián Prieto           | 6–3, 7–5             |
| 14. | 15 luglio 2007    | Swiss Open Gstaad, Gstaad (2)                | Terra rossa | Pavel Vízner      | Marc Gicquel Florent Serra               | 7–5, 5–7, [10–7]     |
| 15. | 22 luglio 2007    | Stuttgart Open, Stoccarda (1)                | Terra rossa | Leoš Friedl       | Guillermo García López Fernando Verdasco | 6–4, 6–4             |
| 16. | 20 luglio 2008    | Dutch Open, Amersfoort                       | Terra rossa | Rogier Wassen     | Jesse Huta Galung Igor Sijsling          | 7–5, 7–5             |
| 17. | 28 febbraio 2009  | Abierto Mexicano de Tenis, Acapulco (2)      | Terra rossa | Michal Mertiňák   | Łukasz Kubot Oliver Marach               | 4–6, 6–4, [10–7]     |
| 18. | 19 luglio 2009    | MStuttgart Open, Stoccarda (2)               | Terra rossa | Michal Mertiňák   | Victor Hănescu Horia Tecău               | 7–5, 6–4             |
| 19. | 2 agosto 2009     | Croatia Open Umag, Umago (2)                 | Terra rossa | Michal Mertiňák   | Johan Brunström Jean-Julien Rojer        | 6–4, 6–4             |
| 20. | 26 settembre 2009 | Romanian Open, Bucarest                      | Terra rossa | Michal Mertiňák   | Johan Brunström Jean-Julien Rojer        | 6–2, 6–4             |
| 21. | 8 novembre 2009   | Valencia Open 500, Valencia                  | Cemento (i) | Michal Mertiňák   | Marcel Granollers Tommy Robredo          | 6–4, 6–3             |
| 22. | 3 ottobre 2010    | Malaysian Open, Kuala Lumpur                 | Cemento (i) | Michal Mertiňák   | Mariusz Fyrstenberg Marcin Matkowski     | 7–6(3), 7–6(5)       |
| 23. | 1º maggio 2011    | Serbia Open, Belgrado                        | Terra rossa | Filip Polášek     | Oliver Marach Alexander Peya             | 7–5, 6–2             |
| 24. | 18 giugno 2011    | Rosmalen Open, 's-Hertogenbosch              | Erba        | Daniele Bracciali | Robert Lindstedt Horia Tecău             | 6–3, 2–6, [10–8]     |
| 25. | 31 maggio 2011    | Swiss Open Gstaad, Gstaad (3)                | Terra rossa | Filip Polášek     | Alexander Peya Christopher Kas           | 6–3, 7–6(7)          |
| 26. | 23 ottobre 2011   | Kremlin Cup, Mosca (1)                       | Cemento     | Filip Polášek     | Carlos Berlocq David Marrero             | 6–3, 6-1             |
| 27. | 6 maggio 2012     | Internazionali di Baviera, Monaco di Baviera | Terra rossa | Filip Polášek     | Xavier Malisse Dick Norman               | 6-4, 7-5             |
| 28. | 28 luglio 2012    | Austrian Open, Kitzbühel                     | Terra rossa | Julian Knowle     | Dustin Brown Paul Hanley                 | 7–6(4), 3-6, [12-10] |
| 29  | 20 ottobre 2012   | Kremlin Cup, Mosca (2)                       | Cemento (i) | Michal Mertiňák   | Simone Bolelli Daniele Bracciali         | 7-5, 6-3             |
| 30. | 27 luglio 2014    | Croatia Open Umag, Umago (3)                 | Terra rossa | Lukáš Rosol       | Dušan Lajović Franko Škugor              | 6-4, 7–6(5)          |
| 31. | 19 ottobre 2014   | Kremlin Cup, Mosca (3)                       | Cemento (i) | Jiří Veselý       | Samuel Groth Chris Guccione              | 7–6(2), 7-5          |

#### Vittorie (24)
| Legenda                                                       |
| Grande Slam (0)                                               |
| Tennis Masters Cup / ATP World Tour Finals (0)                |
| ATP Masters Series / ATP World Tour Master 1000 (0)           |
| ATP International Series Gold / ATP World Tour 500 Series (2) |
| ATP International Series / ATP World Tour 250 Series (22)     |

| N°  | Data              | Torneo                                                 | Superficie      | Compagno          | Avversari in finale                    | Punteggio           |
| 1.  | 29 settembre 2002 | Campionati Internazionali di Sicilia, Palermo (1)      | Terra rossa     | Leoš Friedl       | Lucas Arnold Ker Luis Lobo             | 4–6, 6–4, 2–6       |
| 2.  | 5 gennaio 2003    | Chennai Open, Chennai                                  | Cemento         | Leoš Friedl       | Julian Knowle Michael Kohlmann         | 6(1)–7, 6(3)–7      |
| 3.  | 16 febbraio 2003  | Chile Open, Viña del Mar (1)                           | Terra rossa     | Leoš Friedl       | Agustín Calleri Mariano Hood           | 3–6, 6–1, 4–6       |
| 4.  | 13 luglio 2003    | Swiss Open Gstaad, Gstaad                              | Terra rossa     | Leoš Friedl       | Leander Paes David Rikl                | 3–6, 3–6            |
| 5.  | 3 agosto 2003     | Sopot Open, Sopot                                      | Terra rossa     | Leoš Friedl       | Mariusz Fyrstenberg Marcin Matkowski   | 4–6, 7–6(7), 3–6    |
| 6.  | 28 settembre 2003 | Campionati Internazionali di Sicilia, Palermo (2)      | Terra rossa     | Leoš Friedl       | Lucas Arnold Ker Mariano Hood          | 6(6)–7, 7–6(3), 4–6 |
| 7.  | 18 aprile 2004    | Portugal Open, Estoril                                 | Terra rossa     | Leoš Friedl       | Juan Ignacio Chela Gastón Gaudio       | 2–6, 1–6            |
| 8.  | 15 gennaio 2006   | Sydney International, Sydney                           | Cemento         | Leoš Friedl       | Fabrice Santoro Nenad Zimonjić         | 1–6, 4–6            |
| 9.  | 5 febbraio 2006   | Chile Open, Viña del Mar (2)                           | TErra rossa     | Leoš Friedl       | José Acasuso Sebastián Prieto          | 6(2)–7, 4–6         |
| 10. | 15 ottobre 2006   | Kremlin Cup, Mosca (1)                                 | Sintetico (i)   | Jaroslav Levinský | Fabrice Santoro Nenad Zimonjić         | 1–6, 5–7            |
| 11. | 29 ottobre 2006   | Grand Prix de Tennis de Lyon, Lione                    | Sintetico (i)   | Jaroslav Levinský | Julien Benneteau Arnaud Clément        | 2–6, 7–6(3), [7–10] |
| 12. | 4 febbraio 2007   | Zagreb Indoors, Zagabria                               | Sintetico (i)   | Jaroslav Levinský | Michael Kohlmann Alexander Waske       | 6(5)–7, 6–4, [5–10] |
| 13. | 8 febbraio 2009   | Chile Open, Viña del Mar (3)                           | Terra rossa     | Michal Mertiňák   | Pablo Cuevas Brian Dabul               | 3–6, 3–6            |
| 14. | 22 ottobre 2009   | Kremlin Cup, Mosca (2)                                 | Cemento (i)     | Michal Mertiňák   | Pablo Cuevas Marcel Granollers         | 6–4, 5–7, [8–10]    |
| 15. | 8 gennaio 2010    | Qatar Open ATP, Doha                                   | Cemento         | Michal Mertiňák   | Guillermo García López Albert Montañés | 4–6, 5–7            |
| 16. | 1º agosto 2010    | Croatia Open Umag, Umago                               | Terra rossa     | Michal Mertiňák   | Leoš Friedl Filip Polášek              | 3–6, 6(7)–7         |
| 17. | 23 luglio 2011    | International German Open, Amburgo                     | Terra rossa     | Filip Polášek     | Oliver Marach Alexander Peya           | 4–6, 1–6            |
| 18. | 2 ottobre 2011    | Malaysian Open, Kuala Lumpur                           | Cemento (i)     | Filip Polášek     | Eric Butorac Jean-Julien Rojer         | 1–6, 3–6            |
| 19. | 9 ottobre 2011    | Japan Open Tennis Championships, Tokyo                 | Cemento         | Filip Polášek     | Andy Murray Jamie Murray               | 1–6, 4–6            |
| 20. | 14 gennaio 2012   | Auckland Open, Auckland                                | Cemento         | Filip Polášek     | Oliver Marach Alexander Peya           | 3–6, 2–6            |
| 21. | 17 febbraio 2013  | Brasil Open, San Paolo                                 | Terra rossa (i) | Michal Mertiňák   | Alexander Peya Bruno Soares            | 7–6(5), 2–6, [7–10] |
| 22. | 3 agosto 2013     | Austrian Open Kitzbühel, Kitzbühel                     | Terra rossa     | Lukáš Dlouhý      | Martin Emmrich Christopher Kas         | 4–6, 3–6            |
| 23. | 23 febbraio 2014  | Delray Beach International Championships, Delray Beach | Cemento         | Michail Elgin     | Bob Bryan Mike Bryan                   | 2–6, 3–6            |
| 24. | 25 ottobre 2015   | Kremlin Cup, Mosca (3)                                 | Cemento (i)     | Radu Albot        | Andrej Rublëv Dmitrij Tursunov         | 6–2, 1–6, [6–10]    |

### Doppio misto

#### Vittorie (1)
| Tornei del Grande Slam  |
| ----------------------- |
| Australian Open (0)     |
| Open di Francia (1)     |
| Torneo di Wimbledon (0) |
| US Open (0)             |

| Anno | Torneo                  | Superficie  | Compagna       | Avversari in finale               | Punteggio        |
| 2013 | Open di Francia, Parigi | Terra rossa | Lucie Hradecká | Kristina Mladenovic Daniel Nestor | 1–6, 6–4, [10–6] |

#### Finali perse (1)
| Tornei del Grande Slam  |
| ----------------------- |
| Australian Open (1)     |
| Open di Francia (0)     |
| Torneo di Wimbledon (0) |
| US Open (0)             |

| Anno | Torneo                     | Superficie | Compagna       | Avversari in finale             | Punteggio |
| 2013 | Australian Open, Melbourne | Cemento    | Lucie Hradecká | Jarmila Gajdošová Matthew Ebden | 3–6, 5–7  |